# (18160) Nihon Uchu Forum
(18160) Nihon Uchu Forum (2000 PY12) – planetoida z pasa głównego asteroid okrążająca Słońce w ciągu 5,26 lat w średniej odległości 3,02 j.a. Odkryta 7 sierpnia 2000 roku.